# La Sauce zingara
Pour les articles homonymes, voir Too Many Cooks.
La Sauce zingara — Too Many Cooks dans l'édition originale américaine — est un roman policier américain de Rex Stout publié en 1938. C’est le cinquième roman de la série policière ayant pour héros Nero Wolfe et son assistant Archie Goodwin.

## Historique
Le roman est d’abord publié en feuilleton dans le mensuel The American Magazine de mars à août 1938. Il paraît en volume en août 1938 chez Farrar & Rinehart (en).

## Résumé
Nero Wolfe, flatté par l'invitation, accepte de se rendre au congrès quinquennal des Quinze Maîtres, une association internationale de chefs cuisiniers. L'honneur et l'orgueil permettent au détective et gastronome de surmonter son profond dégoût pour les voyages en train. Aussi embarque-t-il à 14 heures en gare de New York pour la Virginie-Occidentale. Par courtoisie, Marko Vukcic, le vieil ami de Wolfe et l'un des membres des Quinze Maîtres, a également invité au congrès Archie Goodwin, qui accompagne Wolfe.
Vukcic, qui voyage dans le même train, visite Wolfe dans son compartiment Pullman pour le présenter à Jérôme Berin, un autre membre des Quinze Maîtres et l'inventeur de la saucisse minuit, un plat au secret bien gardé. Wolfe, qui aimerait bien connaître la composition de ce mets, en fait la franche demande à Berin qui évite de répondre et dénonce plutôt avec colère Philippe Laszio, un autre chef du groupe des Quinze, qui sert un substitut inférieur de la saucisse minuit dans son restaurant. En outre, Laszio a également séduit Dina Vukcic, l'ex-épouse de Marko Vukcic, et volé la position de chef de cuisine d'un hôtel prestigieuse à Léon Blanc, un autre grand chef. Dans le feu de la conversation, Berin menace de tuer Laszio.
Le soir suivant, lors du dîner d'ouverture pour Les Quinze Maîtres, Laszio insulte ses hôtes, Louis Servan et son chef de cuisine, dont il critique et dénigre les plats. Après le dîner, un test de dégustation met au défi le même Laszio de préparer neuf plats où il manque un ingrédient essentiel que les neuf grands chefs invités, ainsi que Wolfe, doivent identifier.
Dernier candidat à déguster les plats, Wolfe convoque Archie dans la salle à manger où la dégustation se déroule et lui annonce que le cadavre de Philip Laszio, poignardé dans le dos, a été retrouvé, dissimulé derrière un paravent. Barry Tolman, le procureur, et la police arrivent sur les lieux. À la suggestion de Wolfe, le procureur compare les résultats des tests de goût selon la théorie que le meurtrier, tendu avant de commettre son crime et secoué par la suite, serait incapable de déterminer avec précision les plats. Le test de Jérôme Berin obtient la plus faible note.
Le lendemain matin, Wolfe reçoit la visite de Raymond Liggett, l'employeur de Laszio, et d'Alberto Malfi, l'assistant de Laszio, qui veulent l'aide du détective pour trouver un remplaçant à l'hôtel où le disparu était chef des cuisines. Le détective refuse cette offre au moment même où Berin est arrêté. Wolfe, très sceptique, ne croit guère en sa culpabilité. Aussi décide-t-il de faire lever l'accusation.
Pendant son enquête, Wolfe apprend de Lio Coyne, l'épouse de l'un des invités, que deux hommes portant l'uniforme du personnel en service était présent dans la salle à manger au moment du meurtre. Le détective rassemble dans la cuisine les membres du personnel de service, tous des Afro-Américains, pour les interroger. Contrairement à l'attitude raciste et violente des autorités, Wolfe se révèle courtois, respectueux et civil à l'égard de Noirs qui demeurent néanmoins sur la défensive et peu coopératif jusqu'à ce que le détective fasse appel à leur sens de l'équité et de la justice. Il fait valoir qu'en protégeant le meurtrier uniquement en raison de sa couleur de peau, ils rendent à leur propre cause un bien mauvais service et contribuent à perpétuer et aggraver les exclusions dont ils sont victimes. Impressionné par le discours, Paul Whipple, un jeune serveur, admet qu'il était l'un des deux membres du personnel dans la salle à manger ce soir-là, mais que l'autre homme n'était pas afro-américain, mais seulement maquillé pour ressembler à un Noir. Il est aussi révélé à Wolfe que Laszio lui-même avait changé l'ordre de service des plats dans une tentative malveillante pour humilier Berin, ce qui explique le faible note obtenue par ce dernier au test de dégustation. Cette information est suffisante pour obtenir la libération de Berin.
Après avoir atteint le but qu'il s'était fixé, Wolfe s'apprête à livrer un discours, mais pendant qu'il le répète dans sa chambre, il est blessé par balle au visage. On a tiré sur lui par une fenêtre ouverte. Le détective n'a qu'un éraflure, mais il est furieux et bien déterminé à démasquer l'assassin de Laszio qui ne peut être que la même personne qui vient d'attenter à sa vie. Peu après, il préside le grand dîner pour Les Quinze Maîtres qui, étonnés par la qualité des plats, demandent que les chefs en charge se présentent devant eux pour être applaudis : à la surprise générale, ce sont tous des Noirs qui entrent alors dans la salle du banquet. Wolfe donne ensuite son discours sur la cuisine américaine mais, sans crier gare, il bifurque bientôt de ce sujet pour fournir des preuves décisives et révéler l'identité du meurtrier de Laszio.

## Éditions
Édition originale en anglais
- (en) Rex Stout, Too Many Cooks, New York, Farrar & Rinehart, 1938

Éditions françaises
- (fr) Rex Stout (auteur) et Edmond Michel-Tyl (traducteur), La Sauce zingara [«  Too Many Cooks »], Paris, Fayard, coll. « L’Homme aux orchidées no 4 », 1949, 224 p. (BNF 32449193)
- (fr) Rex Stout (auteur) et Edmond Michel-Tyl (traducteur) (trad. de l'anglais), La Sauce zingara [«  Too Many Cooks »], Paris, Librairie des Champs-Élysées, coll. « Le Club des Masques no 200 », 1974, 249 p. (ISBN 2-7024-0013-2, BNF 34559049)

## Adaptations à la télévision
- 1961 : Zu viele Köche, mini-série allemande en 5 épisodes, scénario tiré roman La Sauce zingara, avec Heinz Klevenow dans le rôle de Nero Wolfe, et Joachim Fuchsberger dans celui d’Archie Goodwin.
- 1971 : Salsicce Mezzanotte, saison 3, épisode 3 de la série télévisée italienne Nero Wolfe, réalisé par Giuliana Berlinguer, d’après le roman La Sauce zingara, avec Tino Buazzelli dans le rôle de Nero Wolfe, et Paolo Ferrari dans celui d’Archie Goodwin.

## Sources
- André-François Ruaud. Les Nombreuses Vies de Nero Wolfe - Un privé à New York, Lyon, Les moutons électriques, coll. Bibliothèque rouge, 2008  (ISBN 978-2-915793-51-2)
- (en) J. Kenneth Van Dover. At Wolfe's Door: The Nero Wolfe Novels of Rex Stout, 2e édition, Milford Series, Borgo Press, 2003  (ISBN 0-918736-51-X).